# Tom de Bruijn
Thomas Justinus Arnout Marie de Bruijn (Eindhoven, 8 oktober 1948) is een Nederlandse ambtenaar, bestuurder en voormalig diplomaat en politicus. Hij is lid van D66. Van 10 augustus 2021 tot 10 januari 2022 was hij minister voor Buitenlandse Handel en Ontwikkelingssamenwerking en in september 2021 tijdelijk minister van Buitenlandse Zaken in het demissionaire kabinet-Rutte III. Van 26 juni 2014 tot 7 juni 2018 was hij wethouder in Den Haag.

## Jeugd en opleiding
De Bruijn groeide op in een katholiek gezin als de jongste van vijf kinderen. Zijn vader was de rijksontvanger Marius Rudolph de Bruijn (1900-1962) die overleed toen Tom de Bruijn bijna veertien jaar oud was. Zijn vader was een broer van de vertaler en schrijver E.B. de Bruyn (1905-1999) die dus zijn oom was. De Bruijn volgde tussen 1961 en 1966 onderwijs aan het Eindhovense Sint-Joris Lyceum en ging vervolgens tot 1968 naar de Venlose kostschool St. Thomascollege. Hij studeerde tot 1973 politieke wetenschappen aan het Institut de Hautes Études Internationales et du Développement in Genève. Daarna studeerde hij tot 1974 oorlogsstudies (MA) aan het King's College London, onderdeel van de Universiteit van Londen, en tot 1977 Nederlands recht aan de Rijksuniversiteit Utrecht.

## Ambtelijke en diplomatieke loopbaan
Na zijn studie begon De Bruijn te werken op de afdeling verdragen van het ministerie van Buitenlandse Zaken. Hij stapte in 1981 over naar de afdeling internationale organisaties en werd drie jaar later hoofd van het bureau Algemene Integratie bij de Directie Integratie Europa. Van 1988 tot 1992 was hij eerste secretaris van de Nederlandse Permanente Vertegenwoordiging bij de Verenigde Naties in Genève. Aan het eind van die periode keerde De Bruijn terug bij de Directie Integratie Europa als plaatsvervangend directeur en in 1994 werd hij er gepromoveerd tot directeur. Hij bleef in die positie totdat hij in 1998 werd benoemd tot directeur-generaal Europese Samenwerking. In zijn jaren op het ministerie van Buitenlandse Zaken werkte hij achter de schermen aan het VN-Zeerechtverdrag (1982) en het Verdrag van Amsterdam (1997).
In januari 2003 werd De Bruijn benoemd tot Permanent Vertegenwoordiger van Nederland bij de Europese Unie in Brussel. Hij volgde Ben Bot op, die minister van Buitenlandse Zaken was geworden. In zijn nieuwe functie was De Bruijn betrokken bij het opstellen van het Verdrag tot vaststelling van een Grondwet voor Europa (2004), dat door de Nederlandse bevolking in een referendum werd verworpen, en bij het opstellen van het Verdrag van Lissabon (2007) en de Associatieovereenkomst tussen de Europese Unie en Oekraïne (2014). Hij was daarnaast lid van de raad van advies van het Nexus Instituut, dat Europees cultuurgoed bestudeert.

### Raad van State
De Bruijn stopte als permanent vertegenwoordiger na acht jaar in juni 2011 om staatsraad van de Afdeling advisering van de Raad van State te worden. Hij hield zich met name bezig met pensioenen, decentralisatie en Europese wetgeving.
Hij was daarnaast vanaf begin 2012 een speciaal adviseur van een taskforce van de Europese Commissie om Griekenland te ondersteunen bij overheidshervormingen tijdens de Griekse staatsschuldencrisis. De Bruijns focus lag op het uitroeien van corruptie. Ook was hij gastdocent bij de Universiteit Leiden en was hij voorzitter van de raad van advies van ProDemos, een voorlichtingscentrum voor democratie en de rechtsstaat, en van de raad van bestuur van Europa decentraal, dat informatie verstrekt over Europese wetgeving aan lokale en regionale overheden.
De Bruijn verliet de Raad van State en zijn nevenfuncties toen hij wethouder in Den Haag werd in 2014.

## Politieke loopbaan

### Lokale politiek

#### Formatie en ambtsperiode als wethouder

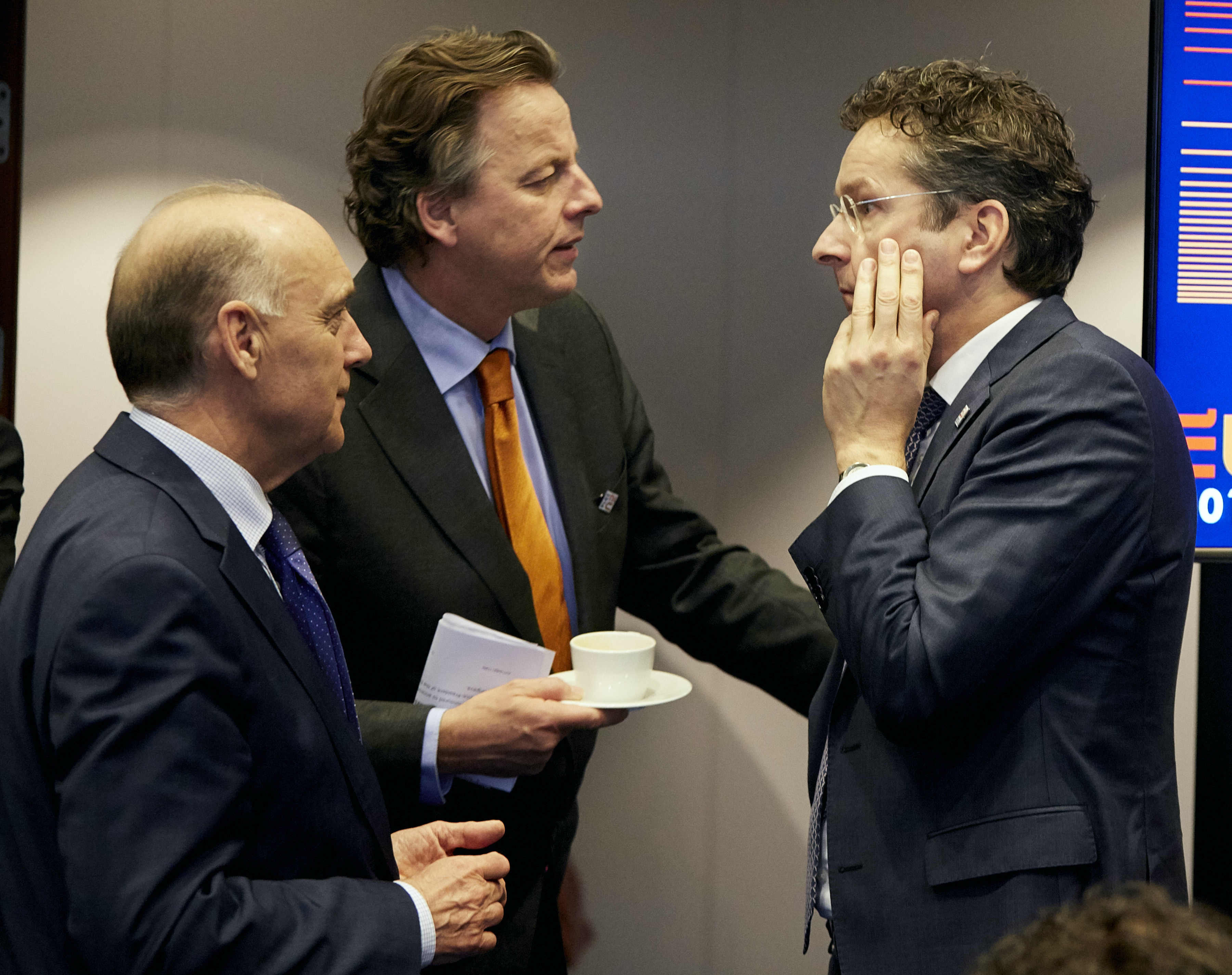
De Bruijn (links) samen met ministers Bert Koenders (midden) en Jeroen Dijsselbloem (rechts) bij een Europese conferentie in 2016

De Bruijn werd na de gemeenteraadsverkiezingen van 2014 gekozen als formateur in Den Haag. D66 had de meeste stemmen ontvangen en De Bruijn werd vier weken na de verkiezingen aangesteld, nadat verkenner Han Polman een rapport met mogelijke coalities had uitgebracht. Den Haag werd een van de laatste gemeenten van Nederland met een coalitie na de verkiezingen, omdat er vijf partijen nodig waren en omdat er onenigheid was over een voorgesteld cultuurcomplex. De Bruijn werd op 26 juni 2014 wethouder in Den Haag met financiën, verkeer, vervoer en milieu als verantwoordelijkheden.
Vanwege juridische problemen wilde hij dat de gemeente haar beleid zou staken om te korten op subsidies voor organisaties waarvan bestuurders meer verdienen dan een minister. De Bruijn besloot dit uiteindelijk niet te doen na kritiek vanuit de gemeenteraad. In 2016, een maand nadat hij de subsidies voor 25 organisaties had verlaagd, concludeerde de Raad van State dat het beleid onwettig was. De Bruijn lobbyde er vervolgens zonder succes voor om de wetten te veranderen om dergelijke subsidiekortingen toe te staan.
Als wethouder was hij ook verantwoordelijk voor de bouw van een aantal fietsenstallingen in het centrum en bood hij hulp aan voetbalclub ADO Den Haag, dat vanaf 2015 in financieel zwaar weer was. De Bruijn verklaarde dat de gemeente geen financiële steun aan de club zou verlenen, maar hij sprak wel met investeerder Wang Hui, die niet het geld gaf dat hij had toegezegd. De gemeente gaf in 2017 haar gouden aandeel op, nadat ze had geweigerd de zesde versie van de begroting van ADO Den Haag goed te keuren.

#### Waarnemend burgemeester en periode na wethouderschap
De Bruijn werd op 16 februari 2017 – kort voor het aftreden van burgemeester Jozias van Aartsen – benoemd tot locoburgemeester van Den Haag als opvolger van Ingrid van Engelshoven, die deelnam aan de Tweede Kamerverkiezingen 2017. De Bruijn werd waarnemend burgemeester per het aftreden van Van Aartsen op 1 maart. Pauline Krikke werd beëdigd als De Bruijns opvolger op 17 maart, waardoor zijn burgemeesterschap ten einde kwam.
De Bruijns wethouderschap eindigde op 7 juni 2018, toen na de gemeenteraadsverkiezingen van 2018 het nieuwe college van B en W werd geïnstalleerd. Hij had een half jaar daarvoor in een interview verteld dat hij niet wilde aanblijven als wethouder en dat hij het tijd vond voor iets anders. In maart 2019 werd hij voorzitter van de raad van advies van Instituut Clingendael, nadat hij vice-voorzitter was geweest. De Bruijn begon ook weer als gastdocent bij de Universiteit Leiden les te geven en hij bekleedde functies bij het Duitsland Instituut Amsterdam (voorzitter van de raad van toezicht), Transparency International Nederland (lid van de raad van advies) en de holding Nationale Goede Doelen Loterijen (lid van de raad van commissarissen).
In oktober 2019 verloor een aantal Haagse coalitiepartijen hun vertrouwen in de twee wethouders van Groep de Mos/Hart voor Den Haag, nadat zij onderwerp van een corruptieonderzoek waren geworden. De Bruijn werd gekozen als verkenner. Een week later adviseerde hij om Groep de Mos/Hart voor Den Haag in de coalitie te vervangen door het CDA en de PvdA. De Bruijn was vervolgens formateur en de door hem voorgestelde coalitie werd in december werkelijkheid.

### Minister voor Buitenlandse Handel en Ontwikkelingssamenwerking

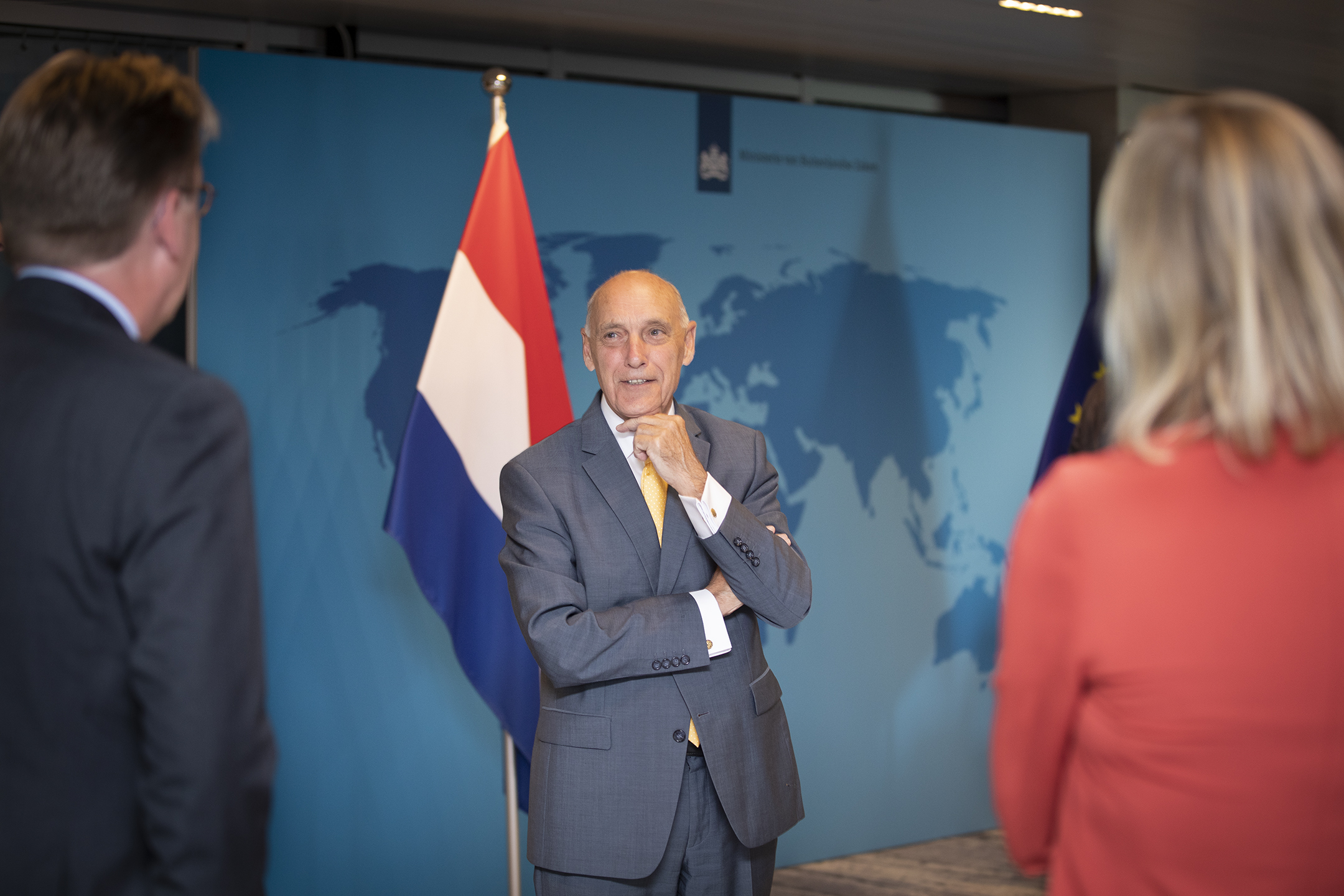
De Bruijn op zijn eerste dag als minister

Op 14 juli 2021 werd aangekondigd dat hij D66-leider Sigrid Kaag zou opvolgen als minister voor Buitenlandse Handel en Ontwikkelingssamenwerking in het demissionaire kabinet-Rutte III. De Bruijn nam de functie over, omdat Kaag sinds mei ook minister van Buitenlandse Zaken was. Hij werd op 10 augustus beëdigd door koning Willem-Alexander in paleis Huis ten Bosch, nadat hij afstand had gedaan van zijn andere functies.
Kaag kondigde op 16 september haar aftreden aan als minister van Buitenlandse Zaken, nadat de Tweede Kamer haar handelen rondom de evacuaties uit Afghanistan naar aanleiding van de val van Kabul had veroordeeld met een motie van afkeuring. De Bruijn nam haar taken de volgende dag over als waarnemend minister, terwijl de VVD haar zoektocht begon naar een permanente opvolger. Op 24 september van dat jaar werd Ben Knapen minister van Buitenlandse Zaken.
De Bruijn was aanwezig bij de Klimaatconferentie van Glasgow 2021 (COP26) en ondertekende toen een verdrag om te stoppen met overheidsfinanciering voor buitenlandse fossiele-brandstofprojecten. Het kabinet had deze stap kort eerder geweigerd. Ook begon hij in december 2021 met het maken van wetgeving om de principes van maatschappelijk verantwoord ondernemen verplicht te stellen voor bedrijven, nadat een soortgelijk voorstel van de Europese Commissie was uitgesteld. De Bruijns ambtstermijn kwam op 10 januari 2022 ten einde vanwege de installatie van het kabinet-Rutte IV en hij werd opgevolgd door Liesje Schreinemacher. De Bruijn ging vervolgens met pensioen en keerde terug als voorzitter van de raad van toezicht van het Duitsland Instituut. Ook werd hij in juli 2022 voorzitter van de raad van advies van Transparency International Nederland, waarvan hij eerder al lid was.

## Privéleven
De Bruijn heeft een relatie met oud-PvdA Tweede Kamerlid Angelien Eijsink en heeft drie kinderen met een eerdere partner. De Bruijn begon in zijn jeugd te hockeyen en was later actief bij HC Klein Zwitserland. Daarnaast is hij een liefhebber van fietsen.

## Onderscheidingen
- Ridder in de Orde van Verdienste van de Republiek Polen (18 juni 2014)[48][49]